# Unité de police rapide

Écusson de l'unité de police rapide

L'Unité de police rapide (en azerbaïdjanais, Çevik Polis Alayı), formellement l'Unité de police rapide séparée (Əlahiddə Çevik Polis Alayı), est un groupe d'intervention policier au sein du ministère azerbaïdjanais des Affaires intérieures. L'unité a ses quartiers généraux à Bakou, au 69 avenue Nobel. En 2019, son commandant est Sahlab Bagirov, qui a succédé à Zaur Abdullayev à ce poste.
Jusqu'en 2006, cette unité était sous la direction du département de police de Bakou. Le 31 juillet 2006, l'unité est incorporé au ministère des affaires intérieures, pour étendre son champ d'action à la totalité du pays. Depuis le 30 septembre 2017, l'unité compte des femmes en son sein. Entre autres, l'unité de police rapide a été utilisée pour disperser des manifestations telle que celles de 2019 à Bakou.

## Source
- (en) Cet article est partiellement ou en totalité issu de l’article de Wikipédia en anglais intitulé « Rapid Police Unit » (voir la liste des auteurs).